# Souaibou Marou
Souaibou Marou (* 3. Dezember 2000) ist ein kamerunischer Fußballspieler. Der Mittelstürmer spielt seit 2018 für die A-Mannschaft von Cotonsport Garoua.

## Karriere

### Verein
Marou begann seine Karriere in der Jugendabteilung von Cotonsport Garoua. Im Jahr 2018 stieg er innerhalb des Vereins in die Profiabteilung auf. Im Januar 2019 debütierte er auf internationaler Ebene im Rahmen des Playoff-Rückspiels im CAF Confederation Cup gegen Asante Kotoko SC als er in der Startelf stand. Während es in der Spielzeit 2018/19 noch nicht für den Einzug in die Gruppenphase reichte, qualifizierte sich die Mannschaft in der Saison 2020/21 nicht nur für die Gruppenphase, sondern schied erst im Halbfinale gegen JS Kabylie aus, wobei Marou häufig zum Einsatz kam. Auch im Folgejahr nahm er mit seiner Mannschaft am Confederation Cup teil.

### Nationalmannschaft
Marou debütierte im November 2022 für die kamerunische A-Nationalmannschaft im Rahmen des Freundschaftsspiels gegen Jamaika. Nur einen Tag später wurde er für den kamerunischen Kader für die Weltmeisterschaft im selben Jahr in Katar nominiert.